# Sono io, William!
Sono io, William! (Just William) è una serie televisiva britannica in 26 episodi trasmessi per la prima volta nel corso di 2 stagioni dal 1977 al 1978.
È una sitcom d'avventura per ragazzi incentrata sulle vicende di un ragazzino undicenne a capo di una banda denominata "i ribelli". La serie è basata sui romanzi di Richmal Crompton. Il personaggio di William era stato già adattato per la televisione in William, una serie trasmessa sulla BBC nella stagione 1962–1963, e fu poi adattato ancora in Just William (1994–1995) e Just William (2010).

## Personaggi e interpreti
- William Brown (26 episodi, 1977-1978), interpretato da Adrian Dannatt.
- Violet Elizabeth Bott (26 episodi, 1977-1978), interpretato da Bonnie Langford.
- Mrs. Brown (26 episodi, 1977-1978), interpretato da Diana Fairfax.
È la madre di William.
- Ginger (20 episodi, 1977-1978), interpretato da Michael McVey.
- Mr. Brown (18 episodi, 1977-1978), interpretato da Hugh Cross.
È il padre di William.
- Douglas (17 episodi, 1977-1978), interpretato da Tim Rose.
- Henry (16 episodi, 1977-1978), interpretato da Craig McFarlane.
- Ethel Brown (16 episodi, 1977-1978), interpretato da Stacy Dorning.
È la sorella di William.
- Robert Brown (14 episodi, 1977-1978), interpretato da Simon Chandler.
È il fratello maggiore di William.
- Mrs. Bott (7 episodi, 1977-1978), interpretato da Diana Dors.
- Mr. Bott (7 episodi, 1977-1978), interpretato da John Stratton.

### Guest star
Tra le guest star: Brian Outlton, Ellis Dale, Eileen Way, Julian Orchard, Peter Straggon, Barry Linehan, Jeremy Clyde, Sara Mason, Victor Langley, Gary Hope, Christopher Holmes, Edward Hibbert, Nigel Hawthorne, Laura Graham, Patsy Byrne, Ann Way, Brigid Erin Bates, Joyce Redman, Derek Martin, Derek Francis, John Bryans, Geoffrey Bayldon, Patsy Smart.

## Produzione
La serie, ideata da Keith Dewhurst, fu prodotta da London Weekend Television

### Registi
Il regista è John Davies.

### Sceneggiatori
Tra gli sceneggiatori sono accreditati:
- Richmal Crompton in 27 episodi (1977-1978)
- Keith Dewhurst in 27 episodi (1977-1978)

## Distribuzione
La serie fu trasmessa nel Regno Unito dal 6 febbraio 1977 al 22 gennaio 1978 sulla rete televisiva Independent Television. In Italia è stata trasmessa con il titolo Sono io, William!.

## Episodi
| Stagione         | Episodi | Prima TV UK |
| ---------------- | ------- | ----------- |
| Prima stagione   | 13      | 1977        |
| Seconda stagione | 13      | 1977-1978   |